# György Martos
György Martos (* 20. Februar 1943 in Budapest) ist ein ehemaliger ungarischer Eisschnellläufer.
Martos wurde neunmal ungarischer Meister im Großen Vierkampf (1966, 1967, 1969–1975) sowie fünfmal im Sprint-Mehrkampf (1972–1976) und nahm von 1962 bis 1976 an internationalen Wettbewerben teil. Dabei kam er in der Saison 1963/64 bei der Mehrkampfeuropameisterschaft 1964 in Oslo auf den 29. Platz und bei der Mehrkampfweltmeisterschaft 1964 in Helsinki auf den 30. Rang im Großen Vierkampf. In der Saison 1967/68 belegte er bei der Winter-Universiade 1968 in Innsbruck den 14. Platz über 500 m, den zehnten Rang über 3000 m, den neunten Platz über 5000 m sowie den sechsten Platz über 1500 m und bei seiner einzigen Teilnahme an Olympischen Winterspielen im Februar 1968 in Grenoble den 38. Platz über 500 m sowie den 27. Rang über 1500 m. In den folgenden Jahren lief er bei der Mehrkampfeuropameisterschaft 1969 in Inzell auf den 22. Platz, bei der Mehrkampfeuropameisterschaft 1970 in Innsbruck auf den 25. Rang und bei der Mehrkampfeuropameisterschaft 1971 in Heerenveen auf den 28. Platz im Großen Vierkampf. Sein Bruder Mihály Martos nahm als Eisschnellläufer an den Olympischen Winterspielen 1964 und an den Olympischen Winterspielen 1968 teil.

## Persönliche Bestzeiten
| Disziplin | Zeit        | Datum            | Ort                  |
| --------- | ----------- | ---------------- | -------------------- |
| 500 m     | 41,60 s     | 30. Oktober 1976 | Almaty               |
| 1000 m    | 1:24,50 min | 10. Januar 1970  | Cortina d’Ampezzo    |
| 1500 m    | 2:09,50 min | 11. Januar 1969  | Madonna di Campiglio |
| 3000 m    | 4:38,12 min | 11. Januar 1972  | Cortina d’Ampezzo    |
| 5000 m    | 8:06,90 min | 27. Februar 1971 | Ulaanbaatar          |
| 10.000 m  | 16:57,4 min | 11. Januar 1969  | Madonna di Campiglio |